# Військовий хрест Фрідріха-Августа (Ольденбург)

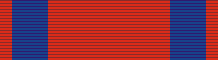
Стрічка для нагородження цивільних осіб за заслуги у воєнний час

Військовий Хрест Фрідріха-Августа (Ольденбург) (нім. Friedrich-August-Kreuz) — хрест, нагорода Великого герцогства Ольденбурзького, що був заснований 24 вересня 1914 року великим герцогом Фрідріхом-Августом для нагородження за воєнні, а згодом й за громадські заслуги перед герцогством.

## Історія нагороди
На початку Першої світової війни, 24 вересня 1914 року, для заохочення своїх підлеглих та нагородження військовослужбовців незалежно від звання і цивільних осіб (включаючи жінок) за особливі заслуги в роки цієї війни як на полях битв, так і в тилу, великим герцогом Ольденбурзьким Фрідріхом-Августом була заснована у двох класах нагорода, яка отримала назву Хрест Фрідріха-Августа.
Крім підданих Великого герцогства, цим хрестом нагороджувалися також і військовослужбовці з інших земель Німецької імперії, й по суті, ця нагорода стала аналогом прусського Залізного хреста.
20 вересня 1918 року, практично за два місяці до закінчення війни була заснована бойова планка для хреста 2-го класу, якою нагороджували за доблесть, виявлену в ході бою. Планка розміром 35×6,5 мм з написом «Обличчям до обличчя з ворогом» (нім. «Vor DEM Feinde»), що вручалася одночасно з хрестом.
Оскільки вручення подібних планок заслуженим фронтовикам «заднім числом» не передбачалося, вони мали право придбати їх за свій рахунок за умови пред'явлення відповідних документів.
Якщо на початку війни для отримання Військового Хреста Фрідріха-Августа 2-го класу, як правило, було необхідно бути кавалером прусського Залізного хреста 2-го класу, то до кінця війни це вже не дотримувалося.
Військовий Хрест Фрідріха-Августа 1-го класу кріпився на шпильці або закрутці на лівій стороні кітеля, хрест 2-го класу — на стрічці для військовослужбовців (нім. Kämpferband) на грудях.
Для нагородження цивільних осіб за трудову доблесть в тилу хрест 2-го класу вручався на «цивільної» стрічці, яка відрізнялася від «військової» інверсією кольорів.
Для носіння на цивільному одязі виготовлялися мініатюри Хреста.
До вересня 1916 хрести виготовлялися придворними ювелірами Великого герцогства Ольденбурзького з чорненого заліза. Чорний колір досягався або забарвленням, або хімічним окисленням металу. Після 1916 як матеріал стали також використовуватися як кольорові метали, так і цинк.
Хрест Фрідріха-Августа став досить масовою нагородою. До кінця світової війни було вручено 6 900 хрестів 1-го класу і 62 800 хрестів 2-го класу. Як і у випадку з деякими іншими німецькими нагородами, вручення Хрестів Фрідріха-Августа тривало і за часів Веймарської республіки — таким чином відновлювалася справедливість щодо незаслужено обійдених нагородою фронтовиків.